# Onthophagus cavernicollis
Onthophagus cavernicollis là một loài bọ cánh cứng trong họ Bọ hung (Scarabaeidae).